# Sétif

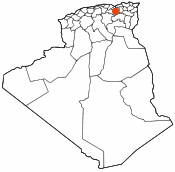
Sétifs läge i Algeriet.

Sétif (arabiska: سطيف; tidigare Sitifis) är en stad och kommun i nordöstra Algeriet och huvudstad i provinsen Sétif. Folkmängden i kommunen uppgick till 288 461 invånare vid folkräkningen 2008, varav 252 127 bodde i centralorten.
Sétif ligger i en av de kallaste regionerna i Algeriet och snö är vanligt på vintern, medan somrarna är varma.
Den 8 maj 1945, i samband med firandet av segern i andra världskriget, uppstod konflikter mellan den muslimska algeriska befolkningen och franska bosättare under vilka 103 européer dödades. Efter flera dagars konflikter återställde franska armén ordningen men utförde hämndmassakrer mot algeriska byar där tusentals mördades. Denna konflikt kallas Sétifrevolten och är en viktig dag i algerisk historia.
Fotbollsklubben Entente Sportive de Sétif (ES Sétif) kommer härifrån.